# Sick of It All
Sick of It All (SOIA) es un grupo de hardcore punk de Nueva York formado por los hermanos Lou —vocalista— y Peter Koller —guitarra—, Armand Majidi —batería— y Rich Cipriano —bajo— en 1984.

## Historia

### Inicios, 1986–1992
La banda fue formada en 1984 en Queens, Nueva York, lugar en el que se reunían los hermanos Pete y Lou Koller en el sótano de sus padres, en 1986 se unen Rich Cipriano —bajo— y Armand Majidi —batería— para grabar un demo. Tras presentarse de manera regular en el CBGB es editado el EP homónimo con el sello independiente Revelation Records, el cual fuera reeditado para la conmemoración del décimo aniversario del lanzamiento en 1997. En 1989 la banda edita el primer larga duración, titulado Blood, Sweat and No Tears con el sello Relativity Records, en el cual 17 de sus 19 temas no sobrepasaban los 2 minutos de duración. Para respaldar el lanzamiento, la banda realizó el primer tour nacional, durante el cual Majidi dejó la banda para trabajar con Rest In Pieces, siendo reemplazado por Max Capshaw.
Majidi se reintegró para grabar el EP We Stand Alone, en la gira subsecuente ni Majidi ni Cipriano formaron parte, sus lugares fueron ocupados por Eddie Coen y E. K. En 1992 es editado Just Look Around con Majidi y Cipriano de vuelta en la banda, aunque este último decidió dejar la banda definitivamente antes de una gira por Europa y Japón

### Incremento de popularidad, 1993–1997
Sick of It All lanzó el álbum Scratch the Surface con el sello East West Records, que fuera propiedad de Warner Music Group, también grabaron videos para los temas "Step Down" y "Scratch the Surface". La banda fue acusada de "venderse" —en inglés "selling out"— por fanes y miembros de la industria, llegando incluso a pelear con la banda Born Against durante un programa radiofónico. El álbum fue el primero grabado con Craig Setari, viejo amigo de la banda y miembro de Straight Ahead, Rest In Pieces, Youth of Today y Agnostic Front, quien reemplazaría a Rich Cipriano a inicios de 1993.
La banda recibió mala publicidad en diciembre de 1992 cuando Wayne Lo, un joven estudiante, disparó y asesinó a dos personas e hirió a varias más en el Bard College at Simon's Rock en Massachusetts. Las fotografías publicadas muestran al joven siendo arrestado y llevando puesta una sudadera de Sick of It All, tras ser acusados de ser los causantes de la violencia al promoverla a través de su música, la banda se defendió ante la prensa, especialmente en The New York Times.
Debido al éxito logrado con Scratch the Surface la banda salió de gira a nivel mundial. En 1997 lanzaron el segundo y último álbum para East West titulado Built to Last, el cual cuenta con una mayor influencia punk en comparación al material anterior.

### Periodo en Fat Wreck Chords, 1998–2004
En 1998 la banda firmó con el sello independiente Fat Wreck Chords, propiedad del bajista de NOFX, Fat Mike. Después de lanzar el sencillo "Potential for a Fall" en 1999, es editado en febrero del mismo año el álbum Call to Arms, seguido por Yours Truly, el cual fue menos aclamado por la crítica.
En 2001 es lanzado el video The Story So Far, y un año después es publicada una grabación en vivo como parte de la serie Live in a Dive del sello Fat Wreck. En 2003 es lanzado el séptimo álbum de estudio llamado Life on the Ropes. El año siguiente es editado un álbum con lados b, covers y rarezas titulado Outtakes for the Outcast.

### Actividad reciente y futura, 2005–presente
A principios del 2005, Sick of It All firmó con Abacus Recordings para grabar Death to Tyrants, lanzado el 18 de abril de 2006. Un tributo a la banda, titulado Our Impact Will Be Felt fue lanzado el 24 de abril de 2007, e incluye versiones de bandas tales como Bane, Bleeding Through, Bouncing Souls, Comeback Kid, Hatebreed, Himsa, Ignite, Madball, Most Precious Blood, Napalm Death, Pennywise, Rise Against, Sepultura, Stretch Arm Strong, Unearth y Walls of Jericho.
A mediados del 2008 Sick of It All comenzó la grabación de un nuevo álbum, con fecha tentativa de lanzamiento en el verano del 2009, bajo el sello Century Media Records, ya que este absorbió Abacus Recordings y parte de las bandas que albergaba. Este es lanzado el 2010 con el nombre "Based on a true story".

## Miembros

### Actuales
- Lou Koller – vocalista (1985–presente)
- Pete Koller – guitarra (1985–presente)
- Craig Setari – bajo (1991–presente)
- Armand Majidi – batería (1986–1989, 1992–presente)

### Anteriores
- Rich Capriano – bajo (1986-1991)
- Max Capshaw – batería (1989-1991)
- Eric Komst - batería (1991–1992)

## Discografía

### Álbumes
| Año  | Nombre                    | Discográfica          | Formato | Otra información                                     |
| ---- | ------------------------- | --------------------- | ------- | ---------------------------------------------------- |
| 1989 | Blood, Sweat and No Tears | Relativity Records    | CD/LP   | - Disco debut. - Contiene material de su primer EP.  |
| 1992 | Just Look Around          | Relativity Records    | CD/LP   | Último álbum lanzado a través de Relativity Records. |
| 1994 | Scratch the Surface       | East West Records     | CD/LP   | Primer lanzamiento con una discográfica grande.      |
| 1997 | Built to Last             | East West Records     | CD/LP   | Segundo lanzamiento con una discográfica grande.     |
| 1999 | Call to Arms              | Fat Wreck Chords      | CD/LP   | Primer lanzamiento con Fat Wreck Chords.             |
| 2000 | Yours Truly               | Fat Wreck Chords      | CD/LP   |                                                      |
| 2003 | Life on the Ropes         | Fat Wreck Chords      | CD/LP   | Último lanzamiento con Fat Wreck Chords.             |
| 2006 | Death to Tyrants          | Abacus Recordings     | CD      |                                                      |
| 2010 | Based On a True Story     | Century Media Records | CD      |                                                      |
| 2014 | Last Act of Defiance      | Century Media Records | CD      |                                                      |

### EP
| Año  | Título         | Discográfica       | Formato | Otra información                                                                    |
| ---- | -------------- | ------------------ | ------- | ----------------------------------------------------------------------------------- |
| 1987 | Sick of It All | Revelation Records | CD/LP   | - Originalmente lanzado en 1987 como EP. - En 1997 se lanza en CD.                  |
| 1991 | We Stand Alone | Relativity Records | CD/7"   | - Contiene material en vivo de Blood, Sweat and No Tears, así como del EP homónimo. |

### Otros lanzamientos
| Año  | Título                         | Discográfica      | Formato | Otra información |
| ---- | ------------------------------ | ----------------- | ------- | --- |
| 1995 | Live in a World Full of Hate   | Lost & Found      | CD      | Álbum en directo. |
| 1995 | Spreading the Hardcore Reality | Lost & Found      | CD      | Álbum recopilatorio. |
| 2002 | Live in a Dive                 | Fat Wreck Chords  | CD      | Este álbum forma parte de la serie de Fat Wreck Chords de discos en vivo Live in a Dive.                                                        |
| 2004 | Outtakes for the Outcast       | Fat Wreck Chords  | CD      | - Álbum recopilatorio, contiene canciones originales no lanzadas anteriormente, caras-b y versiones. - Último lanzamiento con Fat Wreck Chords. |
| 2007 | Our Impact Will Be Felt        | Abacus Recordings | CD      | Álbum tributo dedicado a Sick of It All |
| 2011 | Non Stop                       | Abacus Recordings | CD      | Álbum recopilatorio y temas inéditos del 25 Aniversario de Sick of It All                                                                       |